# Джеймс, Сара
Сара Зофия Эгву-Джеймс (пол. Sara Zofia Egwu-James, род. 10 июня 2008, Слубице, Любушское воеводство, Польша) — польская певица и автор песен. Победительница четвёртого сезона польской версии шоу «The Voice Kids» в 2021 году и представительница Польши на «Детском Евровидении — 2021» с песней «Somebody» (рус. «Кто-то»), где заняла 2 место из 19, набрав 218 баллов.

## Биография
Родилась 10 июня 2008 года в семье польки Арлеты Данцевич и нигерийца Джона Джеймса. Ее отец тоже является певцом, где участвовал в шоу «Bitwa Na Głosy», а также сформировал дуэт «Loui & John», который дебютировал на польском утреннем шоу «Dzień Dobry TVN». Также у Сары есть братья и сестра: Мишель Джеймс, Джон Джеймс-младший и Якуб Данцевич.
Она закончила начальную школу в городе Осьно-Любуске, а также первую степень музыкальной школы в Слубице в 2022 году, где научилась играть на фортепиано.

## Карьера
Джеймс начала петь, когда ей было 6 лет, и в том же возрасте участвовала на конкурсе рождественских песен в польском городе Щецинке, где она победила. В 2020 году она финишировала третьей в «Международном шоу талантов» и получила «Серебряный микрофон» на музыкальном фестивале «Pro Arte», который проходит в Любушском воеводстве.
В 2021 году девочка приняла участие в четвёртом сезоне польской версии «Голоса. Дети», и, пройдя через много этапов шоу, победила, набрав наибольшее количество голосов.

### Участие в шоу Szansa na Sukces 2021 и «Детское Евровидение — 2021»

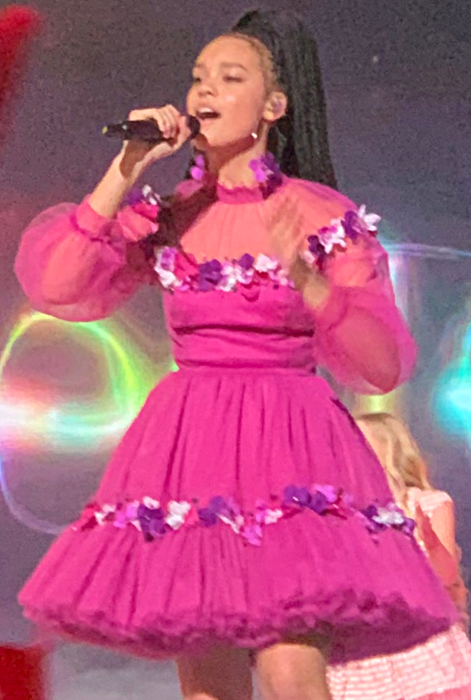
Джеймс выступает на «Детском Евровидении — 2021» в Париже

В 2021 году Сара участвовала в польском шоу «Szansa na Sukces», которое выбирает участника Польши на «Детское Евровидение — 2021». Пройдя отборочные туры, она попала в финал шоу, где исполнила песню «Somebody», и набрав наибольшее количество баллов, победила, тем самым, получив путевку на «Детское Евровидение — 2021».
19 декабря в Париже, столице Франции, состоялся конкурс. Сара выступила под третьим номером, и заняла там второе место из 19 участников, набрав 218 баллов. Первое место досталось армянской певице Малене.
В феврале 2022 года Сара выступила на шоу «Tu bije serce Europy! Wybieramy hit na Eurowizję», где исполнила свою песню «Somebody» и песню израильской певицы Netta, победительницы «Евровидения-2018», под названием «Toy».

### Участие в шоу «America’s Got Talent»
В 2022 году Сара приняла участие в семнадцатом сезоне американского шоу талантов «В Америке есть таланты». Ее выступление было восторженно оценено жюри проекта, и Саймон Коуэлл отдал юной певице «Золотую кнопку», и пропустил Джеймс в прямые эфиры. Она дошла до финала, но выбыла при объявлении участников, прошедших в «Топ-5». В 2023 году она появилась в спин-оффе проекта.

## Дискография

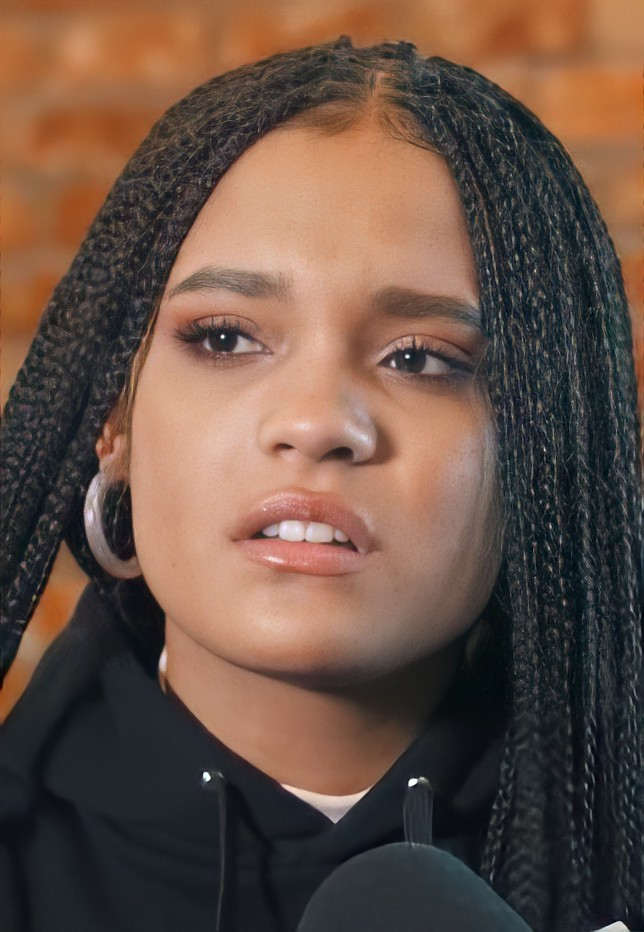
Джеймс в 2021 году

### Расширенные пьесы
- Jak co roku (2021)

### Синглы
- «Czarny młyn» (2021)
- «Somebody» (2021)
- «Jak co roku» (2021)
- «Lecę» (2022)
- «Nie jest za późno» (2022)
- «Na sam szczyt» (2022)
- «Magia jest w nas» (2022)
- «My Wave» (2022)
- «Taka Sama» (2022)
- «Bloodline» (2023)

### Достижения
- Победа в четвёртом сезоне польского «The Voice Kids» (2021)
- Второе место на «Детском Евровидении — 2021» (2021)